# Municipio de Meyer (Dakota del Norte)
El municipio de Meyer (en inglés: Meyer Township) es un municipio ubicado en el condado de Pierce en el estado estadounidense de Dakota del Norte. En el año 2010 tenía una población de 92 habitantes y una densidad poblacional de 0,96 personas por km².

## Geografía
El municipio de Meyer se encuentra ubicado en las coordenadas 48°19′14″N 99°54′49″O / 48.32056, -99.91361. Según la Oficina del Censo de los Estados Unidos, el municipio tiene una superficie total de 95.36 km², de la cual 88,2 km² corresponden a tierra firme y (7,5 %) 7,15 km² es agua.

## Demografía
Según el censo de 2010, había 92 personas residiendo en el municipio de Meyer. La densidad de población era de 0,96 hab./km². De los 92 habitantes, el municipio de Meyer estaba compuesto por el 100 % blancos. Del total de la población el 0 % eran hispanos o latinos de cualquier raza.